# Janne Immonen
Janne Immonen (Sotkamo, 29 maggio 1968) è un ex fondista finlandese.

## Biografia
In Coppa del Mondo debuttò il 26 novembre 1995 a Vuokatti (52°) e ottenne il primo podio il 14 marzo 1999 a Falun (2°).
In carriera prese parte a un'edizione dei Campionati mondiali, Lahti 2001. In quell'occasione fu coinvolto nello scandalo doping che travolse la nazionale finlandese: poiché risultò, al pari dei compagni Mika Myllylä, Virpi Kuitunen, Harri Kirvesniemi, Jari Isometsä e Milla Jauho, positivo all'amido idrossietilico, fu privato della medaglia d'oro nella staffetta che in un primo momento gli era stata assegnata. Squalificato per due anni, dal 22 febbraio 2001 al 21 febbraio 2003, tornò brevemente alle gare nel 2004, senza più conseguire risultati di rilievo.

## Palmarès

### Coppa del Mondo
- Miglior piazzamento in classifica generale: 28º nel 2000
- 3 podi (1 individuale, 2 a squadre[3]):
  - 2 secondi posti (a squadre)
  - 1 terzo posto (individuale)

### Campionati finlandesi
- 5 medaglie[2]:
  - 1 oro (inseguimento nel 2001)
  - 4 bronzi (10 km nel 1999; 30 km nel 2000; 15 km, 30 km nel 2001)